# Caterham Cars
Caterham Cars — британський виробник спортивних автомобілів і автомобільних наборів, розташований в містечку Катерхем, Англія.

## Історія
Товариство Caterham Car Services від створення 1959-го і до 1973-го року було одним з основних продавців автомобілів автомобільного товариства Lotus Cars.
1967-го року отримало статус ексклюзивного продавця Lotus Seven.
1973-го року до автомобільного товариства з Катерхема перейшли всі права на виробництво і продаж моделі Lotus Seven.
Перший автомобіль товариства — Caterham 7 — був точною копією Lotus Seven не четвертої (останньої на той час), а третьої, «класичної» серії. Товариство Caterham Cars Ltd єдиний законний спадкоємець знаменитого в 60-ті Lotus Seven. Конструкція автомобіля постійно вдосконалюється.
1987-го року все виробництво перенесено до Дартфорду (графство Кент, Англія). В Катерхемі залишився тільки головний офіс товариства і невеликий шоу-рум.
2011-го року автомобільне товариство придбав власник команди Формули-1 — Team Lotus Тоні Фернандес, після чого вона ввійшла до холдингу Caterham Group.
2012-го року команда Формули-1 Team Lotus виступатиме в чемпіонаті під новою назвою Caterham F1 Team.